# Utagawa Yoshifuji

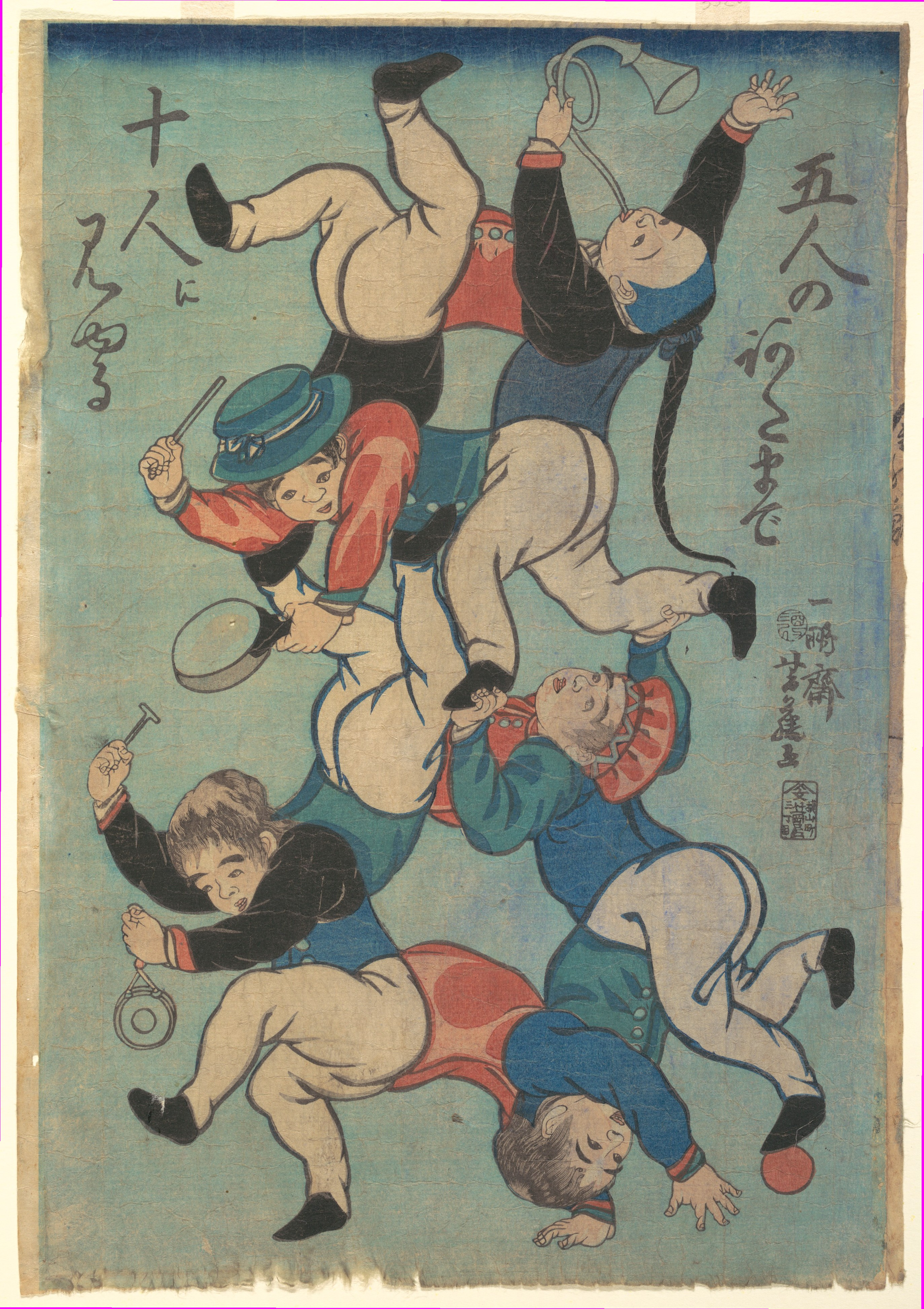
Utagawa Yoshifuji: Menschenpyramide

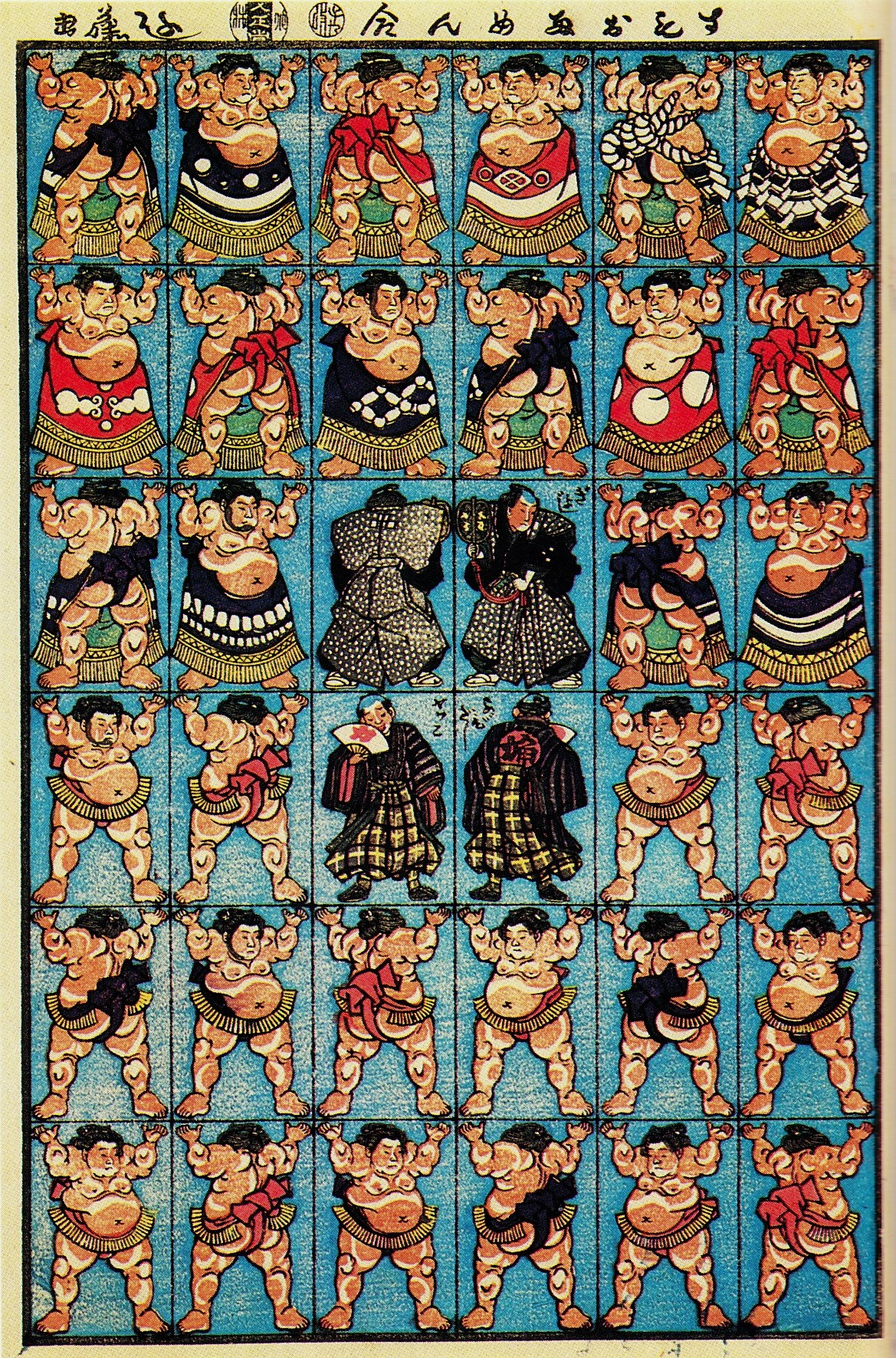
Spiel mit Sumo-Ringern

Utagawa Yoshifuji (japanisch 歌川 芳藤, eigentlicher Name Nishimura Tōtarō (西村 藤太郎); geb. 1828; gest. 1887) war ein japanischer Maler im Ukiyoe-Stil während der späten Edo-Zeit und beginnenden Meiji-Zeit. Er nutzte auch den Künstlernamen Ippōsai (一鵬斎, 一宝斎).

## Leben und Werk
Yoshifuji war einer der zahlreichen Künstler, die ihr Handwerk unter Utagawa Kuniyoshi erlernten. Seit der Kaei-Zeit (1848–1854) erschienen von ihm Drucke schöner Frauen, von Kabuki-Schauspielern und anderen Motiven. Bekannt wurde er aber vor allem mit seinen detaillierten Darstellungen, die als „Spielzeug-Bilder“ (玩具絵, Omocha-e) bezeichnet wurden und die ihm den Beinamen „Spielgzeug-Yoshifuji“ einbrachten. Die meisten dieser Drucke sind später allerdings verloren gegangen. – Auch Kinderbücher wurden von Yoshifuji illustriert.
Auf der anderen Seite folgte Yoshifuji dem Trend, die nach 1854 in Yokohama auftauchenden Ausländer darzustellen, den Yokohama-e. Auf einem Druck mit dem Titel „Auseinandersetzung praktischer Dinge aus Import mit den hiesigen Produkten“ (舶来和物戲道具調法, Hakurai-Wamotsu taware-dōgu chōhō) sieht man zum Beispiel, wie ein europäischer Schirm mit einem japanischen kämpft, oder der Fotograf mit dem Holzschnittmeister.

## Bilder

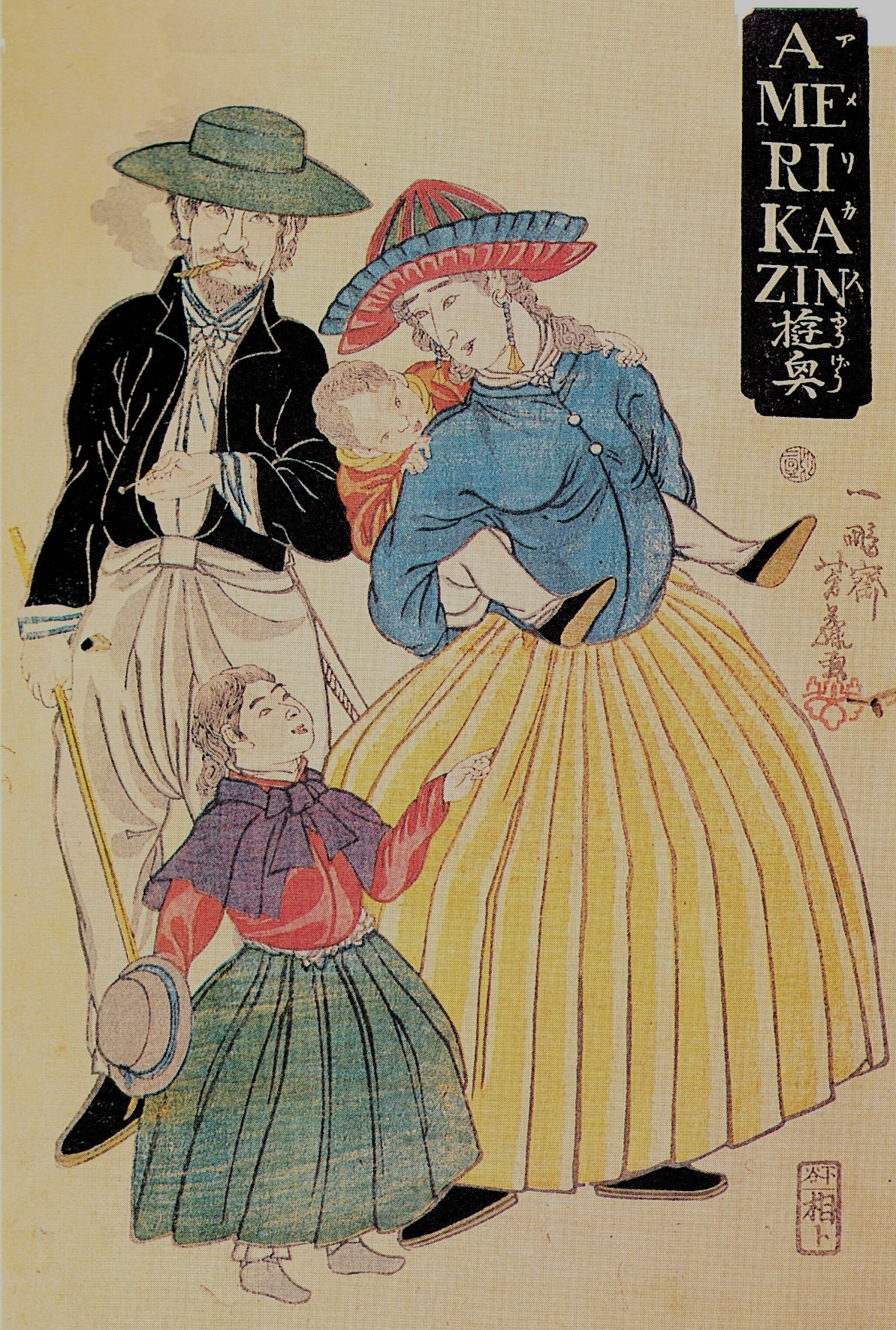
Amerikaner
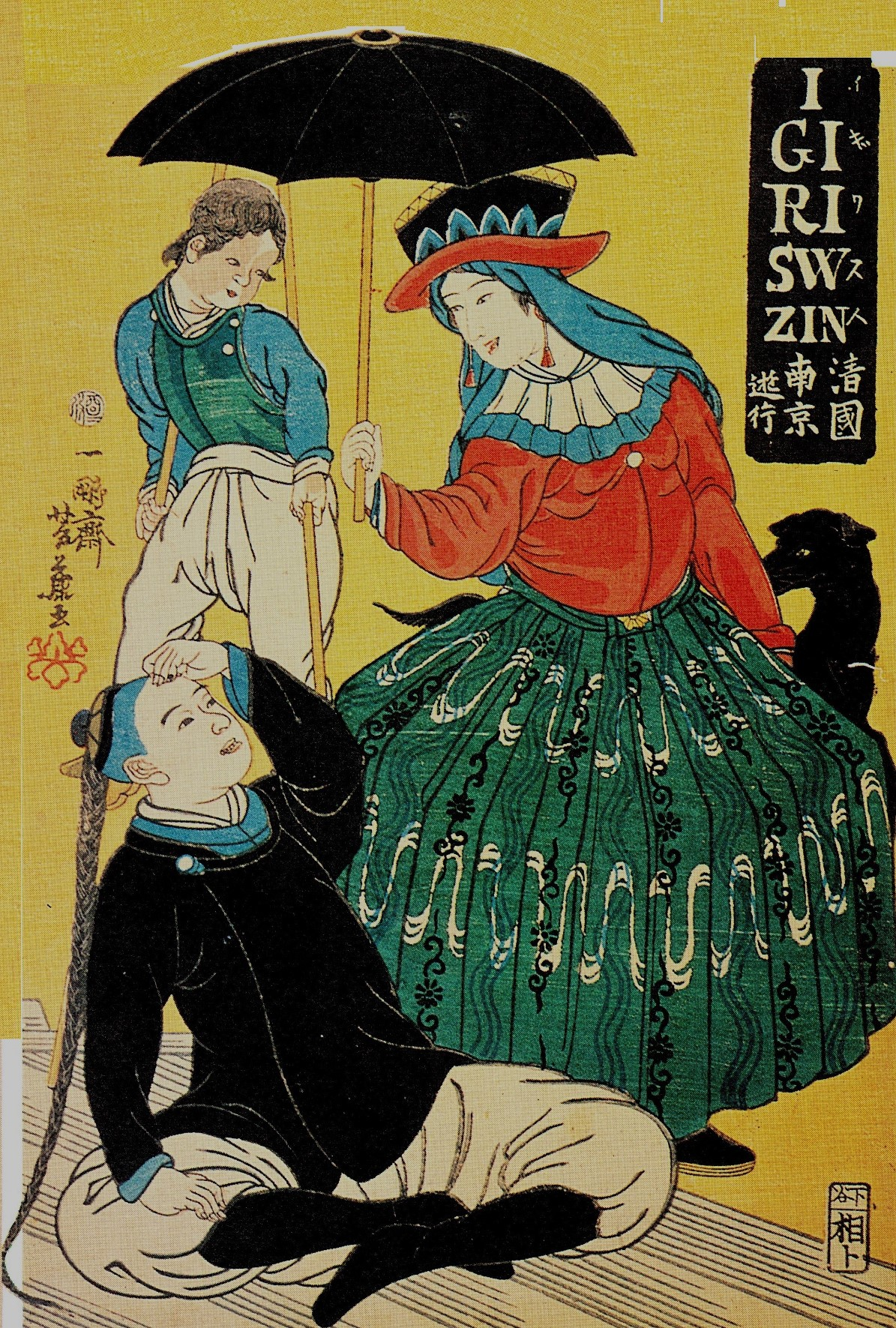
Engländer
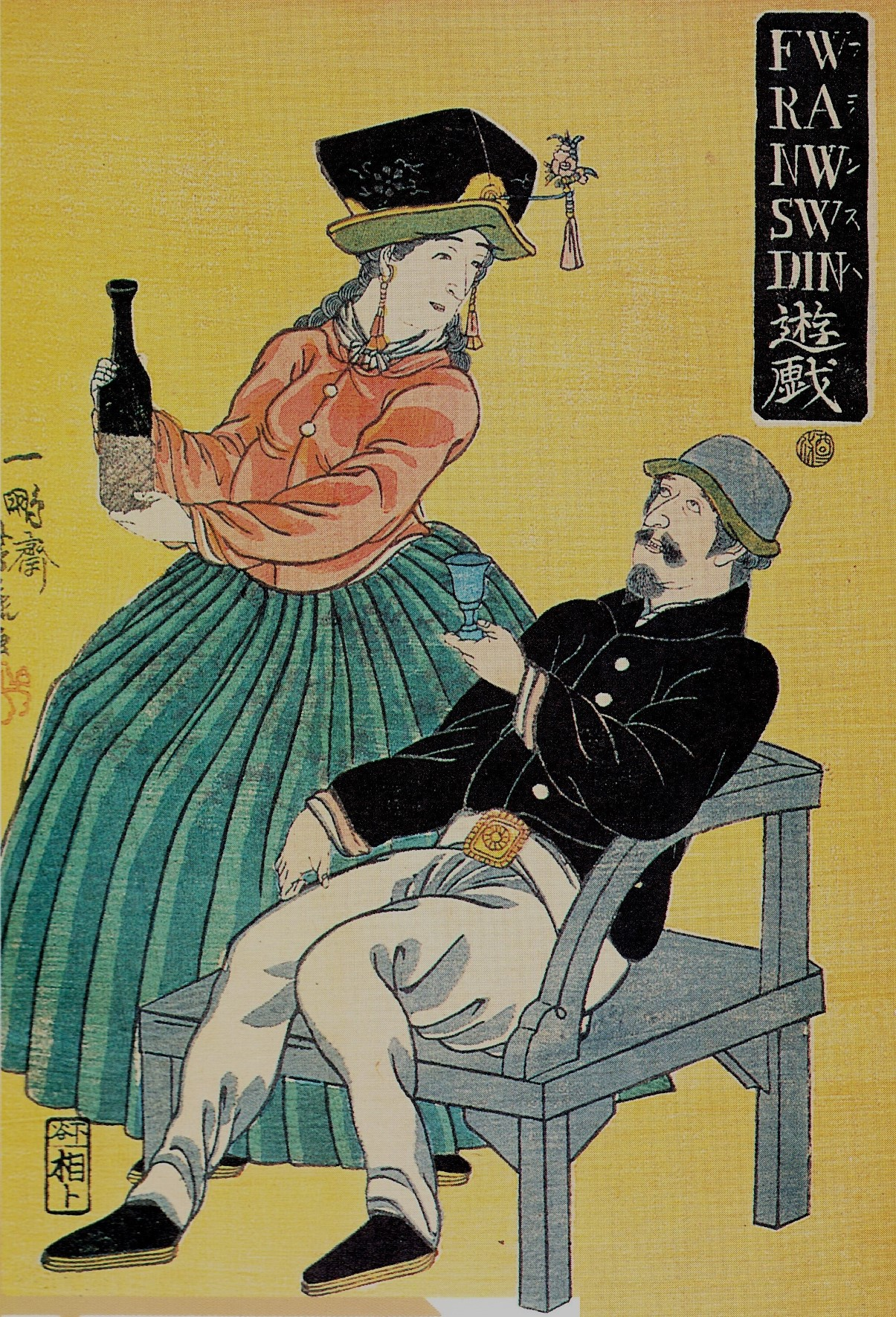
Franzosen
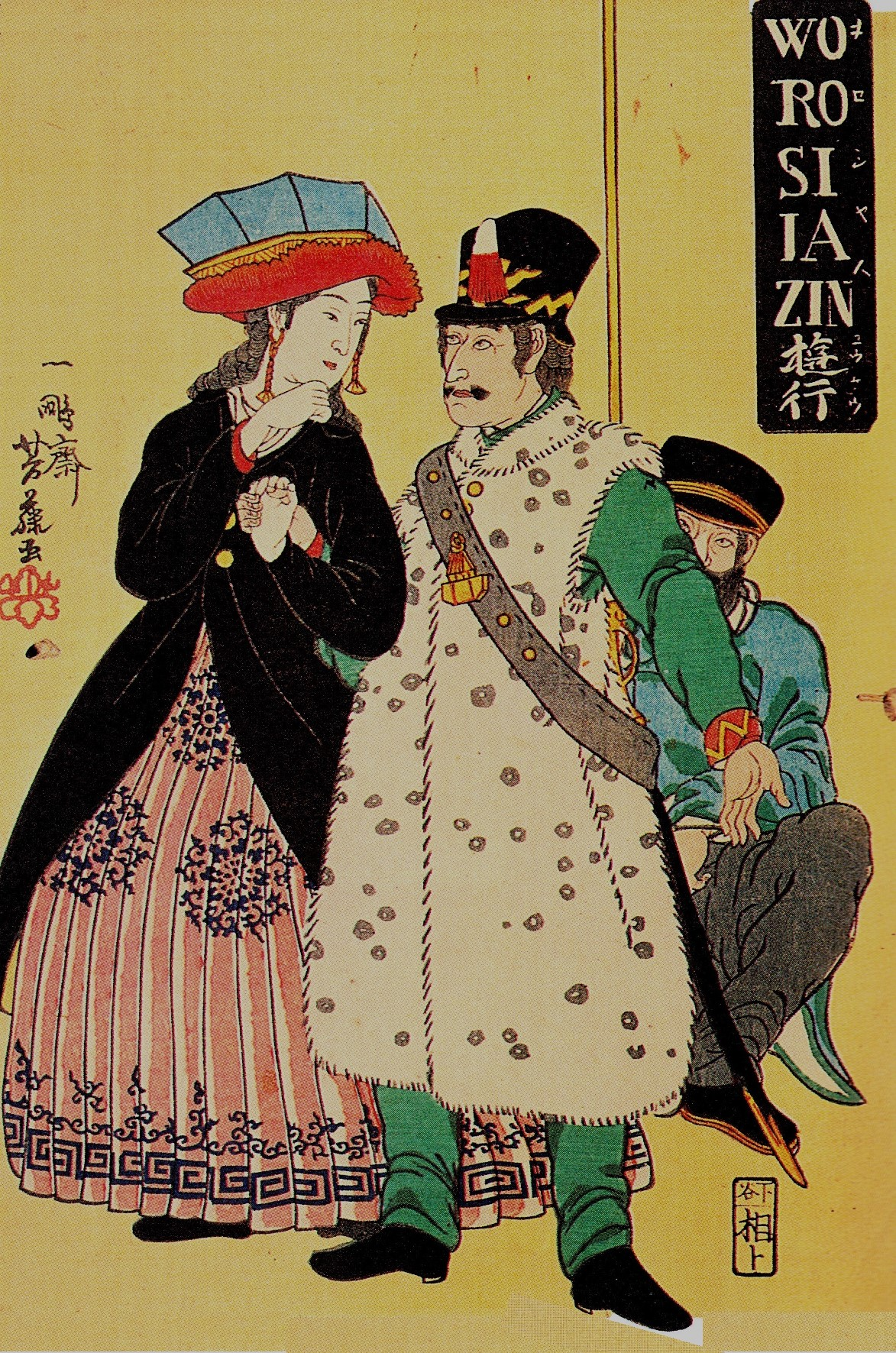
Russen
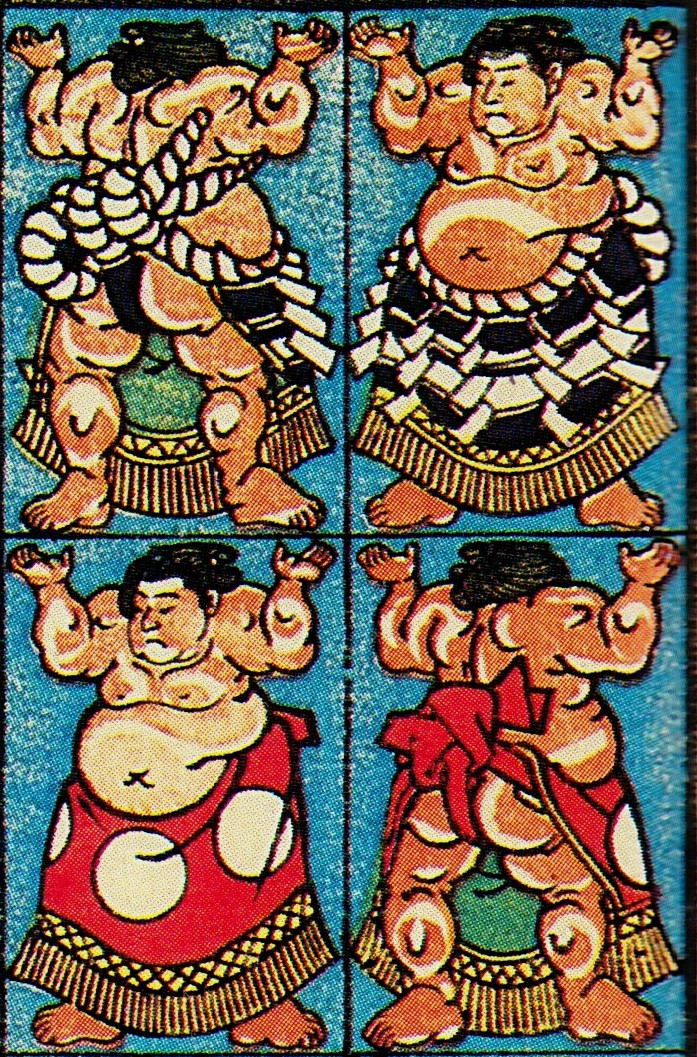
Sumo, Detail